# Погост Ильинский (Сокольский район)
Погост Ильинский — село в Сокольском районе Вологодской области.
Входит в состав городского поселения город Кадников, с точки зрения административно-территориального деления — в Кадниковский сельсовет.
Расстояние по автодороге до районного центра Сокола — 16 км, до центра муниципального образования Кадникова — 3 км. Ближайшие населённые пункты — Теньково, Большое Село, Чурилово.
По переписи 2002 года население — 3 человека.